# Paula Cole
 (juin 2010).
Si vous disposez d'ouvrages ou d'articles de référence ou si vous connaissez des sites web de qualité traitant du thème abordé ici, merci de compléter l'article en donnant les références utiles à sa vérifiabilité et en les liant à la section « Notes et références ».
Pour les articles homonymes, voir Cole.
Paula Cole est une chanteuse et pianiste américaine née le 5 avril 1968 à Rockport, petite ville du Massachusetts.

## Biographie
Sa carrière internationale commence alors qu'elle est choisie comme choriste par Peter Gabriel pour la tournée mondiale suivant la sortie de l'album Us en 1992. Cette tournée, intitulée Secret World Live et répartie sur les années 1992 et 1993, est elle-même accompagnée par un album, une cassette VHS et, plus tard, un DVD.
Peu de temps après l'enregistrement d'un live à Modène en Italie, elle se lance dans l'écriture d'un premier album solo intitulé Harbinger, qui ne se vendra réellement qu'après la sortie de son second disque This Fire, en 1996. Elle réalise ce second album avec des moyens tout aussi réduits que le premier, l'enregistrant dans son appartement. On retrouve, au sein du personnel, le bassiste Tony Levin, déjà présent sur la tournée Secret World Live ainsi que sur tous les albums de Peter Gabriel.
La chanson Where Have all the Cowboys Gone, sort en single aux États-Unis où elle se vend très bien. Le ton est résolument ironique et anti-machiste, Paula Cole raillant la relation homme-femme telle qu'elle est traditionnellement inscrite dans la culture populaire occidentale : l'homme au travail, la femme au foyer. La narratrice se demande « où sont passés tous les cow-boys » et, par extension, le romantisme et son image de l'homme protecteur. Le titre se hisse à la huitième place du classement de Billboard magazine et le clip est très régulièrement diffusé sur la chaine musicale MTV.
Le second titre qui se détache commercialement est Hush, hush, hush, duo avec Peter Gabriel. L'enregistrement, pour des raisons d'emplois du temps divergents, est réalisé en différé. Cole envoie les bandes à Peter Gabriel à son studio de Bath, chez Real World, où il se charge d'ajouter sa voix. Ce morceau est repris, quelques années plus tard, par Annie Lennox. Cette version figure sur l'album Possibilities d'Herbie Hancock. C'est une chanson sur le sida ; elle raconte comment un jeune homme, alors qu'il vient juste de s'avouer homosexuel, meurt dans les bras de son père qui le réconforte malgré tout.
Enfin, I Don't Want to Wait sert de générique à la série Dawson. En France, cette chanson sera utilisée pour le générique de la deuxième saison ; la première saison comporte un autre générique qui est chanté par Jann Arden. Lui aussi est exploité sous forme de single.
Paula Cole a nommé Aretha Franklin et Kate Bush comme sources d'influences en recevant le Grammy de la meilleure nouvelle artiste en 1998.
En 1999 sort Amen, album qui aborde des styles très différents. Il navigue ainsi entre pop et rhythm and blues, en passant par des morceaux plus teintés de rock.
En 2000, elle fait une apparition dans la série Charmed (saison 2 épisode 21 : « Les Cavaliers de l'apocalypse ») en jouant son propre rôle où elle chante au P3..
Un quatrième album intitulé Courage est publié en juin 2007. Parmi les artistes invités, on retrouve Herbie Hancock, Paul Buchanan et Ivan Lins. Le titre It's my life a été utilisé aux États-Unis avant la sortie de l'album. Le premier single est 14.

## Discographie

### Albums
- 1994 : Harbinger
- 1996 : This Fire (20e au Billboard 200, Certifié Double disque de Platine pour 2 000 000 d'exemplaires vendus)
- 1999 : Amen (93e au Billboard 200)
- 2006 : Greatest Hits: Postcards from East Oceanside
- 2007 : Courage (163e au Billboard 200)
- 2010 : Ithaca
- 2013 : Raven
- 2015 : 7
- 2017 : Ballads

## Participation
- 1999 : Secret World Live de Peter Gabriel - Choriste et pianiste, chant sur Don't Give Up et Shaking The Tree.